# Cervecería de Cristián IV

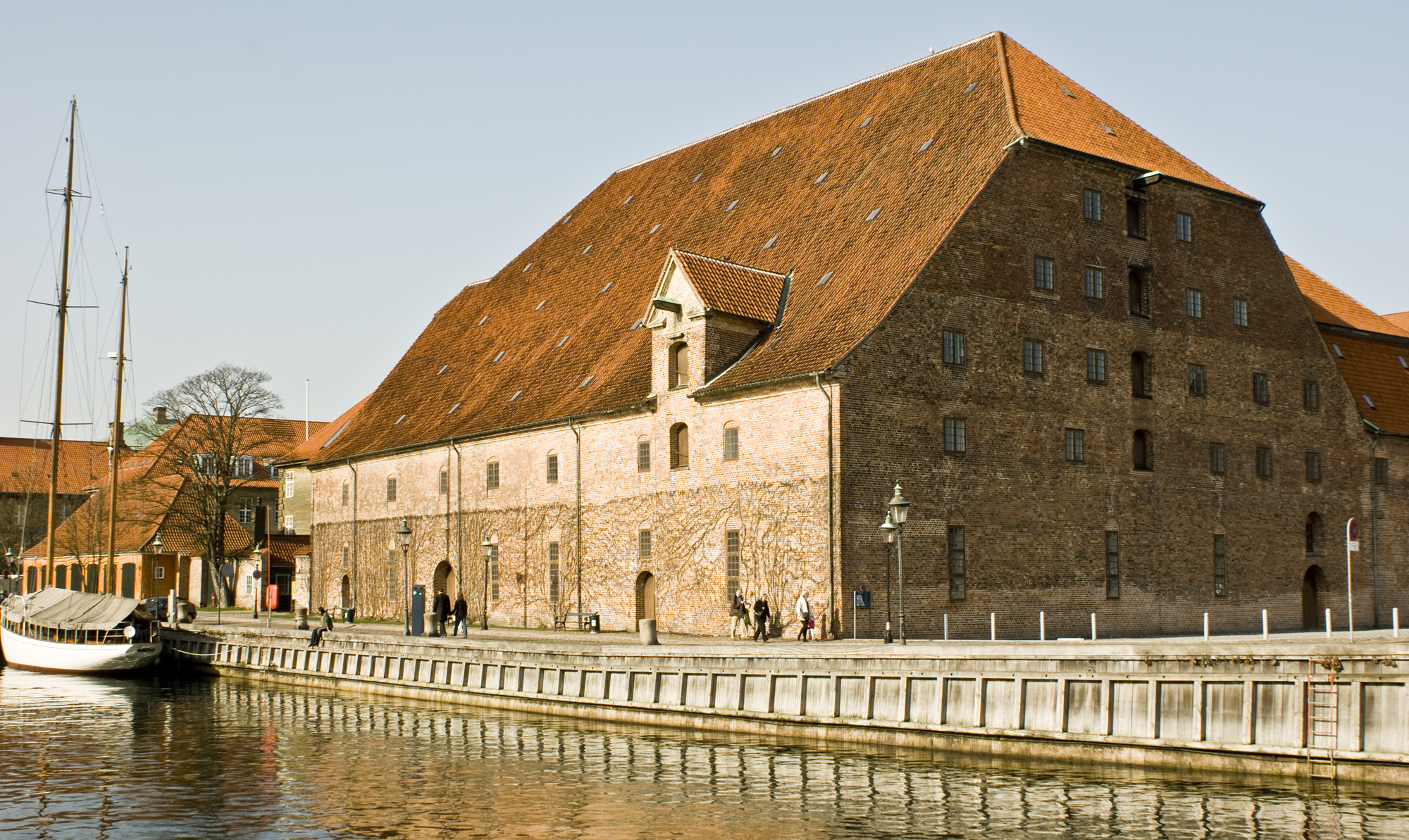
Cervecería de Cristián IV junto al Frederiksholms Kanal.

La Cervecería de Cristián IV (en danés: Christian 4.s Bryghus) es un edificio histórico del Slotsholmen de Copenhague, Dinamarca. Está situado en el Frederiksholms Kanal, entre el Staldmestergården y Søren Kierkegaards Plads. El edificio estaba considerado un bastión y era parte del sistema defensivo de Copenhague. En 1618 fue decorado como una cervecería y prestó este servicio hasta 1767, cuando se incendió. Tras la reconstrucción, fue usado como un almacén y más recientemente albergó el Museo del Arsenal Real de Dinamarca hasta 1998.

## Historia

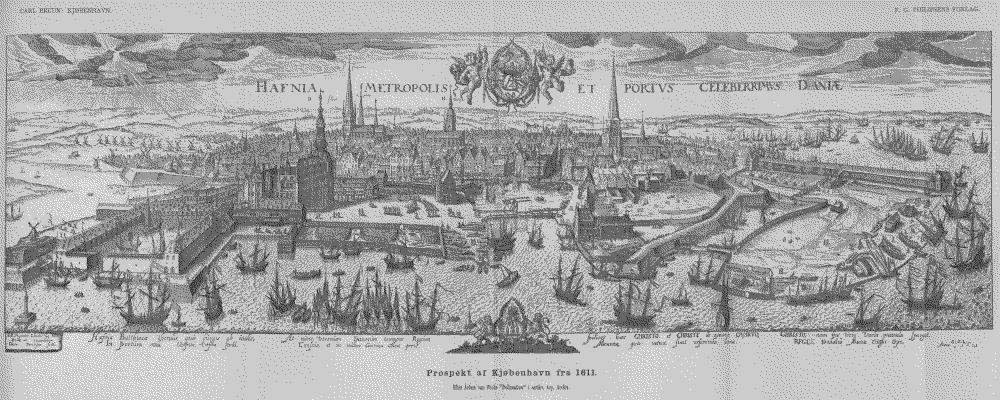
Vista de Copenhague en 1611 por Jan Diricksens. La Cervecería de Cristián IV se halla en el extremo izquierdo del mapa, junto al Jardín de la Biblioteca Real de Copenhague.

### Bastión

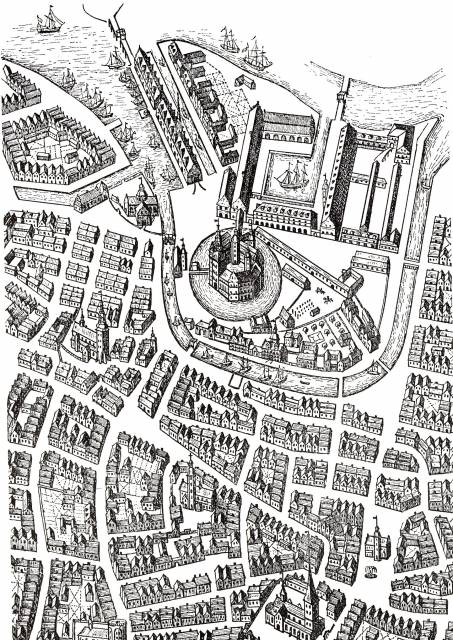
Mapa de 1674 de Copenhague, con la isla Slotsholmen en el centro. La cervecería se halla en el extremo superior derecho.

El edificio fue construido alrededor de 1608 bajo el reinado de Cristián IV de Dinamarca como un bastión que formaría parte del sistema defensivo de Copenhague. La costa del Slotsholmen era un punto débil en la defensa de la ciudad, y el rey quiso construir por ello un bastión esquinero en el emplazamiento actual de la cervecería. Los grandes muros, con una plataforma abierta encima, mantendrían lejos al enemigo.

### Cervecería

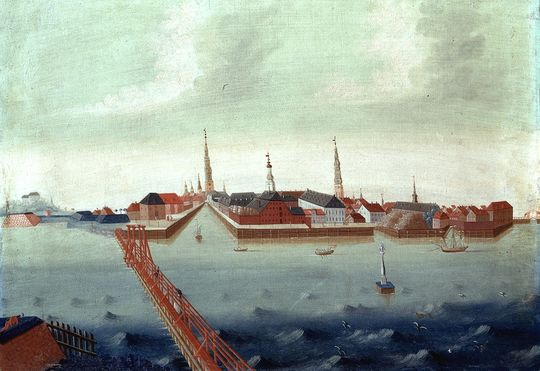
Johannes Rach y Hans Heinrich Eegberg, Puerto de Copenhague, con la Cervecería de Cristián IV en el centro y el Langebro en 1748.

Tras la construcción de Christianshavn con los reforzados bastiones de ese nuevo distrito de la ciudad, el edificio perdió significancia militar. En 1618 se instaló una cervecería en el edificio, para producir cerveza para el ejército. Para este propósito el edificio se adaptó con un alto tejado con gabletes apuntados y tejas de pizarra sobre los fuertes cimientos.
La casa produciría cerveza los siguientes ciento cincuenta años. El edificio fue destruido por el fuego en 1632 y fue reconstruido en 1635-1636. En 1659 fue asaltada por los suecos durante el asalto de Copenhague. Estos accidentes condujeron a que la cervecería fuera concedida a Peter Klovman, ciudadano de la ciudad. Se le concedieron derechos exclusivos de suministrar cerveza a la corte, al Kastellet y a la flota, así como el derecho de producir varios tipos de cervezas fermentadas. La cervecería tuvo una alta facturación, que estuvo al borde de acabar con el negocio.

### Almacén
En mayo de 1767, la cervecería se quemó de nuevo. Esto significó el cierre de la cervecería y se trasladó a un nuevo edificio en el otro lado del Frederiksholms Kanal. En los años siguientes, la cervecería fue restaurada y obteniendo su aspecto actual. Después de eso, sirvió durante más de 200 años como almacén, primero para Københavns Bryggerlaug y para la Real Armada de Dinamarca y más finalmente para el Museo del Arsenal Real de Dinamarca hasta 1998. Desde entonces, el edificio estuvo vacío.

### Lapidario

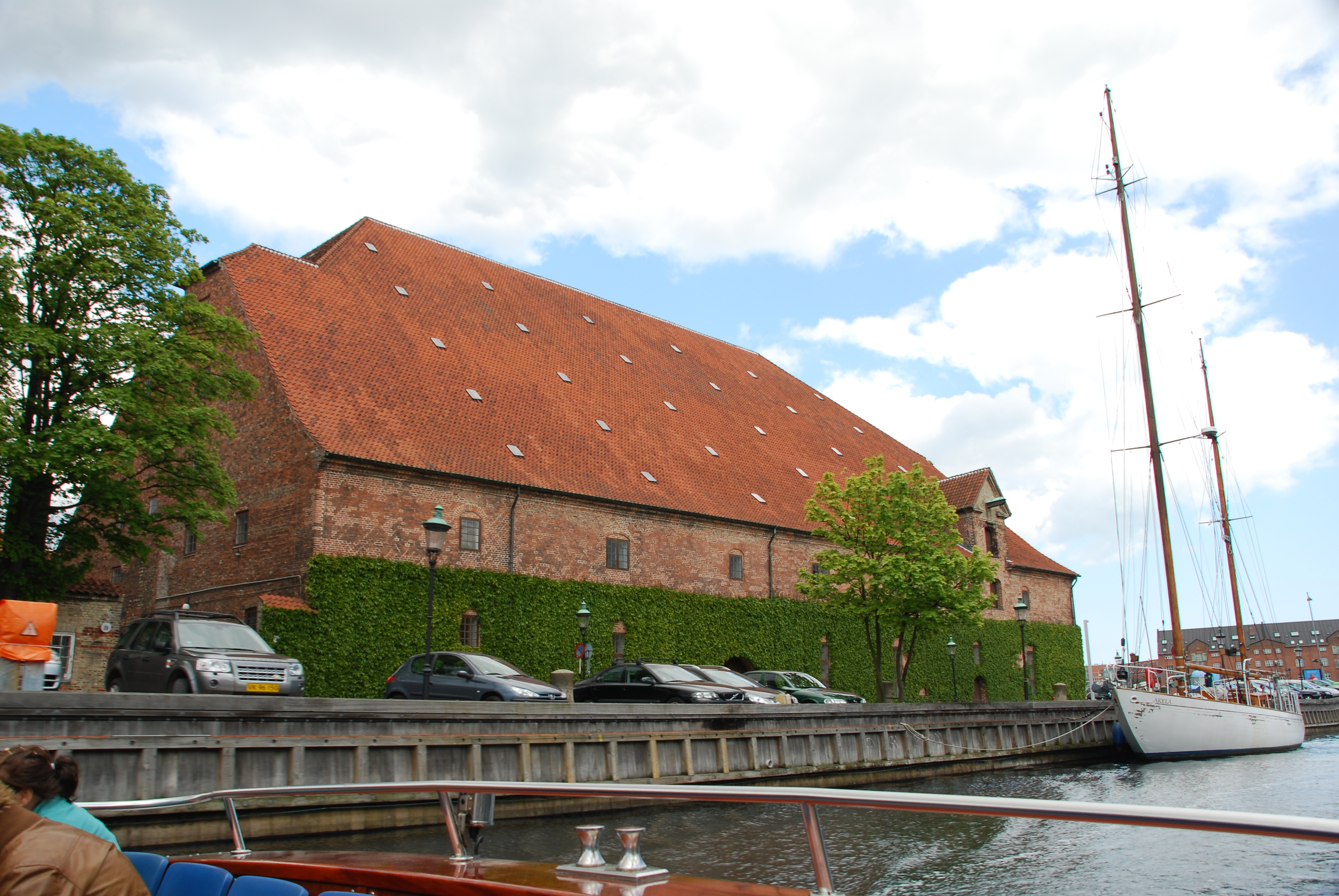
Cervecería junto al Frerediksholms Kanal.

En 2013, la Junta de Castillos y Bienes Culturales, con el apoyo de TrygFonden, llevó a cabo la instalación de la protección contra incendios de la gran cervecería de 8,000 m², necesaria para abrir el edificio al público. De 2013 a 2014, la cervecería con el apoyo de Almenfonden se estableció como lapidarium (Kongens Lapidarium), donde se guarda y se exhibe la colección de esculturas antiguas del castillo y los jardines del estado, anteriormente cerradas en los depósitos de la junta.

## Arquitectura
La cervecería cuenta con 8,200 m² repartidos en siete plantas. La fachada está cubierta con ladrillo. La planta baja es de piedra con una bóveda amurallada, característica de una fortificación. Encima de ella hay un piso de piedra y encima hay cinco pisos de madera.